# Universidad Internacional de Japón
La Universidad Internacional de Japón (国際大学 Kokusai Daigaku?,  abreviado como 国際大 Kokusaidai) es una universidad privada de la prefectura de Niigata, Japón. Es una de las más grandes y prestigiosas universidades de Japón. 